# Attilio Mereu
Attilio Mereu (Cagliari, 4 marzo 1895 – Farra d'Isonzo, 22 agosto 1917) è stato un militare italiano, decorato di medaglia d'oro al valor militare alla memoria nel corso della prima guerra mondiale.

## Biografia
Nacque a Cagliari il 4 marzo 1895, figlio di Arturo e Maina Graziani.  Rimasto orfano di padre venne assunto presso la Delegazione provinciale del Ministero del Tesoro al fine di provvedere al sostentamento della famiglia.  Nel giugno 1915, dopo l'entrata in guerra del Regno d'Italia, fu arruolato nel Regio Esercito assegnato in servizio al 45º Reggimento fanteria. Promosso caporale nel mese di settembre venne trasferito al 152º Reggimento fanteria della Brigata Sassari, schierata sul fronte del basso Isonzo. Si distinse a Castelnuovo nel mese di novembre, venendo insignito della medaglia di bronzo al valor militare. Nominato sottotenente di complemento per merito di guerra fu assegnato per il servizio di prima nomina a un battaglione territoriale, rientrando al fronte nel gennaio 1916 in forza al 234º Reggimento fanteria della Brigata Lario. Nel mese di ottobre fu promosso tenente e divenne aiutante maggiore del III Battaglione con il quale, nell'aprile 1917, fu chiamato a costituire il 265º Reggimento fanteria della Brigata Lecce. Nel maggio 1917 si distinse valorosamente a Faiti durante l'offensiva della decima battaglia dell'Isonzo. Il 19 agosto, nel corso dell'undicesima battaglia dell'Isonzo, il III Battaglione ricevette l'ordine di superare il torrente Frigido e di occupare l'abitato di Raccogliano cosa che fece catturando numerosi prigionieri. Rimase gravemente ferito in combattimento il 21 agosto durante l'attacco alle trincee di Biglia colpito a morte da una raffica di mitragliatrice dopo aver superato i reticolati e preso possesso della trincea, durante il contrattacco lanciato dal nemico. Decedette il giorno successivo presso l'85ª sezione di sanità a Farra d'Isonzo, provincia di Gorizia.
Per onorarne il coraggio fu decretata la concessione della medaglia d'oro al valor militare alla memoria. Una caserma di Cagliari e una via di Monserrato portano il suo nome.

### Fonti
1. 1 2 3 4 5 6 7 8  Combattenti Liberazione.
2. 1 2  Unione Sarda.
3. 1 2  Coltrinari, Ramaccia 2018, p. 121.
4. ↑  Coltrinari, Ramaccia 2018, p. 122.
5. ↑  Medaglie d'oro al valor militare sul sito della Presidenza della Repubblica